# Enuff Z'nuff (album)
Enuff Z'nuff è l'omonimo debut-album del gruppo Enuff Z'nuff, pubblicato dalla Atco Records nel 1989.

## Tracce
1. New Thing – 4:22
2. She Wants More – 4:39
3. Fly High Michelle – 4:17
4. Hot Little Summer Girl – 2:57
5. In the Groove – 6:49
6. Little Indian Angel – 3:30
7. For Now – 4:29
8. Kiss the Clown – 3:16
9. I Could Never Be Without You – 3:43
10. Finger on the Trigger – 4:45

## Formazione
- Donnie Vie – voce, chitarra ritmica, tastiere
- Chip Z'Nuff – basso, chitarra, voce
- Derek Frigo – chitarra solista
- Vik Foxx – batteria